# Tabanus tenebrosus
Tabanus tenebrosus är en tvåvingeart som beskrevs av Walker 1854. Tabanus tenebrosus ingår i släktet Tabanus och familjen bromsar. Inga underarter finns listade i Catalogue of Life.